# Ширмер, Вульф
Вульф Ширмер (нем. Wulf Schirmer; 9 марта 1934, Ганновер — 3 июля 2025) — немецкий учёный-археолог и историк архитектуры, специалист в области архитектурной археологии.

## Биография
Родился в 1934 году в Ганновере в семье архитектора Августа Ширмера. Изучал архитектуру в Техническом университете Ганновера, который окончил в 1963 году. С 1964 по 1970 год был ассистентом профессора Эрнста Хайнриха в Институте истории архитектуры в Техническом университете Берлина, где получил учёную степень доктора философии (1966) и прошёл хабилитацию (1970).
С 1971 года и до выхода на пенсию в 2002 году Ширмер был штатным профессором истории архитектуры в Технологическом университете Карлсруэ и директором Института истории архитектуры того же университета. Ширмер был редактором академического журнала по истории архитектуры «Architectura» и основателем Архива архитектуры и гражданского строительства Юго-Западной Германии при Университете Карлсруэ. Имел большое количество научных публикаций. Ширмер владел немецким, английским и турецким языками. Он был членом Немецкого археологического института в Берлине.
Основные научные интересы Ширмера лежали в области архитектурной археологии, т.е. на стыке собственно археологии и истории архитектуры. Ширмер участвовал, а в дальнейшем руководил, археологическими экспедициями, работавшими в Турции: в Хатуссе (столица Хеттского царства; 1959–1971), Пергаме (столица Пергамского царства; 1974–1978), Чайоню (крупное неолитическое поселение в юго-восточной Турции; 1978–1988) а также в окрестностях Гёллу-Дага (1992–1998).
Начиная с 1990 года также принимал участие в полевых исследованиях замка Кастель-дель-Монте в итальянской Апулии, которым посвятил отдельную монографию.
Ещё одним направлением исследований Ширмера являлась архитектура Бадена эпохи классицизма, в частности, творчество архитекторов Фридриха Вейнбреннера (1766—1826) и Генриха Хюбша (1795—1863). Ширмер участвовал в подготовке и организации выставок, посвящённых деятельности Вайнбреннера и других архитекторов, к которым под его редакцией были изданы подробные каталоги. 
Ширмер был женат и имел троих детей.
Скончался Вульф Ширмер в 2025 году.

## Некоторые работы
- Castel del Monte. Forschungsergebnisse der Jahre 1990 bis 1996. Mainz 2000, ISBN 3-8053-2657-2
- Friedrich Weinbrenner (1766—1826). Eine Ausstellung des Instituts für Baugeschichte an der Universität Karlsruhe in der Staatlichen Kunsthalle Karlsruhe (каталог), Verlag C.F. Müller GmbH, Karlsruhe, 1987
- Heinrich Hübsch (1795—1863). Der große badische Baumeister der Romantik. Katalog zur Ausstellung im Prinz-Max-Palais Karlsruhe, Verlag C.F. Müller GmbH, Karlsruhe, 1983